# Nacaduba apira
Nacaduba apira är en fjärilsart som beskrevs av Hans Fruhstorfer 1916. Nacaduba apira ingår i släktet Nacaduba och familjen juvelvingar. Inga underarter finns listade i Catalogue of Life.